# Tarrasiiformes
De Tarrasiiformes zijn een orde van uitgestorven straalvinnige beenvissen.

## Taxonomie
- Familie Tarrasiidae Traquair 1881 emend. Woodward 1891
  - Apholidotos Lund ex Frickinger 1991 nomen novum
    - Apholidotos ossna Lund ex Frickinger 1991 nomen novum

  - Paratarrasius Lund & Melton 1982
    - Paratarrasius hibbardi Lund & Melton 1982

  - Tarrasius Traquair 1881
    - Tarrasius problematicus Traquair 1881